# أوغمور (دائرة انتخابية في المملكة المتحدة)
أوغمور (بالإنجليزية: Ogmore)‏ هي إحدى الدوائر الانتخابية في المملكة المتحدة الممثلة في مجلس العموم في برلمان المملكة المتحدة.
عضو البرلمان الذي يمثلها حالياً هو :Huw Irranca-Davies (Lab).